# Uche Chukwumerije
Uche Chukwumerije (né le 11 janvier 1939, et mort le 19 avril 2015) est un homme politique nigérian, sénateur représentant l'État d'Abia de 2003 à sa mort et membre du Parti démocratique populaire, celui du président Olusegun Obasanjo. 

## Biographie
Sous la pression populaire, le dictateur Ibrahim Babangida démissionne et Ernest Shonekan est nommé par la junte au poste de président par intérim le 26 août 1993. Chukwumerije devient ministre de l'Information du gouvernement national par intérim et de facto le responsable de la propagande de l'action de la junte. Le général Sani Abacha prend militairement le pouvoir le 17 novembre 1993.
Chukwumerije est élu sous l'étiquette du parti démocratique du peuple en 2003 (pour un mandat de 4 ans) pour le gouvernement local d'Abia-Nord. Chukwumerije est le président de la commission sénatoriale des affaires inter-parlementaires.
En novembre 2004 des troubles éclatent dans l'État de Plateau. Le président Obasanjo demande que l'état d'urgence soit instauré. Chukwumerije est l'un des rares parlementaires à s'opposer à cette décision. 
Lors de la tentative de modification constitutionnelle visant à permettre un troisième mandat au président, il prend la tête avec le sénateur Ben Obi du 2007 movement et s'oppose à la modification. Chukwumerije se fait l'écho des menaces de mort reçus par certains membres du 2007 movement. Le 16 mai 2006, le Sénat nigérian vote et la mesure ne recueille pas les 2/3 des voix nécessaires à son application. En sortant de la salle, Chukwumerije et Obi sont invités par des membres du State Secret Service à les suivre. Les deux sénateurs obtempèrent et sortent libres après une explication « franche ».
Cette victoire politique de Chukwumerije le place néanmoins en porte-à-faux vis-à-vis de son parti qui soutenait, quoiqu'il s'en soit dédit après coup, la modification constitutionnelle.